# 平江区
平江区是中国江苏省苏州市曾经所辖的一个市辖区，位于苏州市古城区东北部。总面积为22.5平方公里，2009年户籍人口为23.2万（均不含苏州工业园区）。2012年并入姑苏区。

## 历史

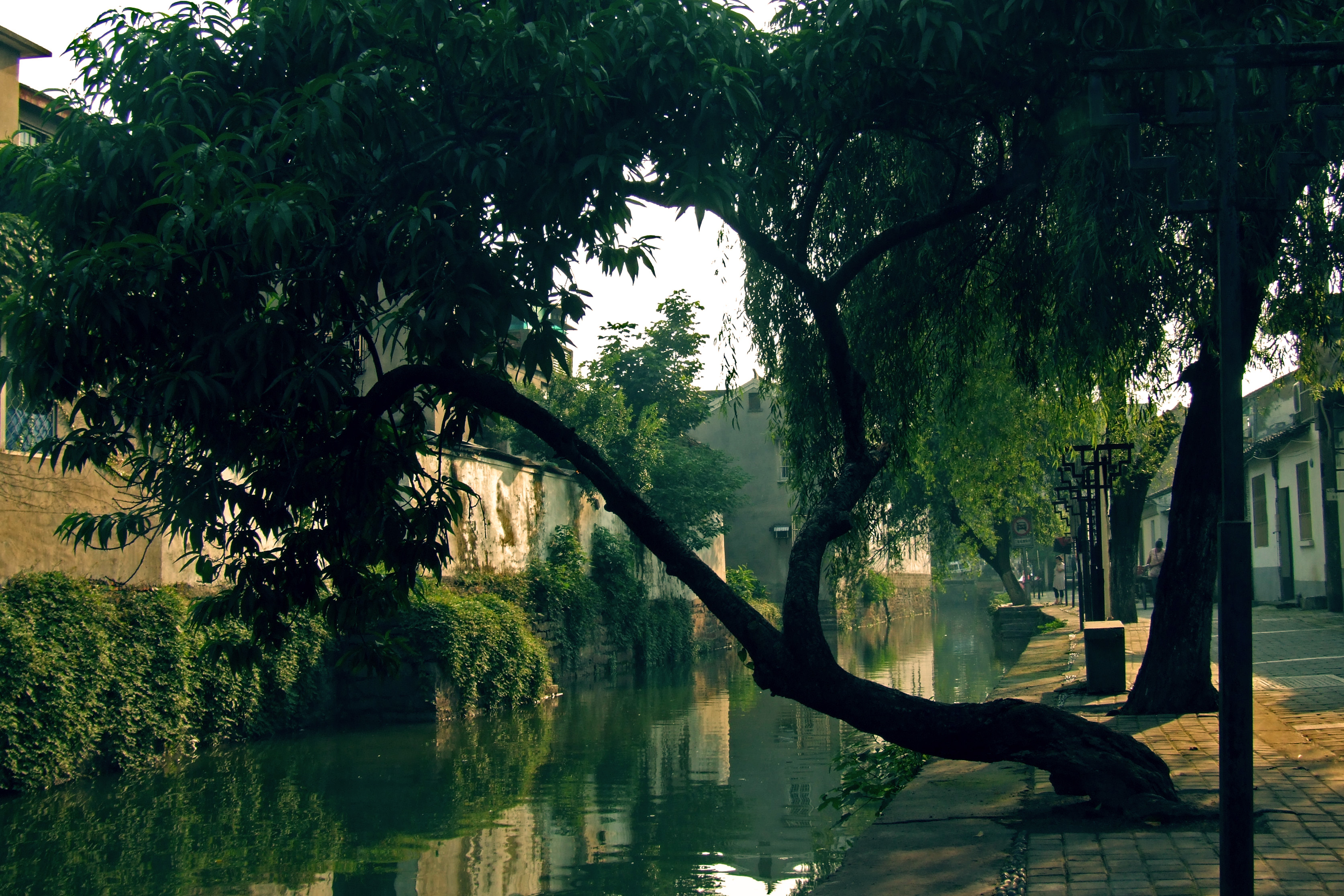
平江区的一个老住宅区

一般将平江区的历史追溯至吴王阖闾建造阖闾城时。故称阖闾城建成后，初步形成了今天平江区的范围，区内有平门、齐门、娄门和相门四个水陆城门。宋开宝八年（975年），历史上开始有“平江”一称，是“平定江南”之意。但据《江苏地名溯源》记载，也可能是苏州城城基与松江、上江和下江持平，所以称作平江。
从此以后，宋代设平江府，元代设平江路，以后一直沿用此名。1949年9月，苏州市划为东、西、南、北、中五个区，平江区主要位于东区，此外还有中、北两区的一部分。1955年10月，改为平江区。
2012年，国务院国函[2012]102号文件批复同意撤销苏州市沧浪区、平江区、金阊区，设立苏州市姑苏区，以原沧浪区、平江区、金阊区的行政区域为姑苏区的行政区域。姑苏区人民政府驻苏锦街道平川路510号。

## 行政区划
平江区辖6个街道和苏州工业园区的四个镇：沧浪街道、吴门桥街道、双塔街道、平江街道、苏锦街道、金阊街道、白洋湾街道和虎丘街道。

## 旅游

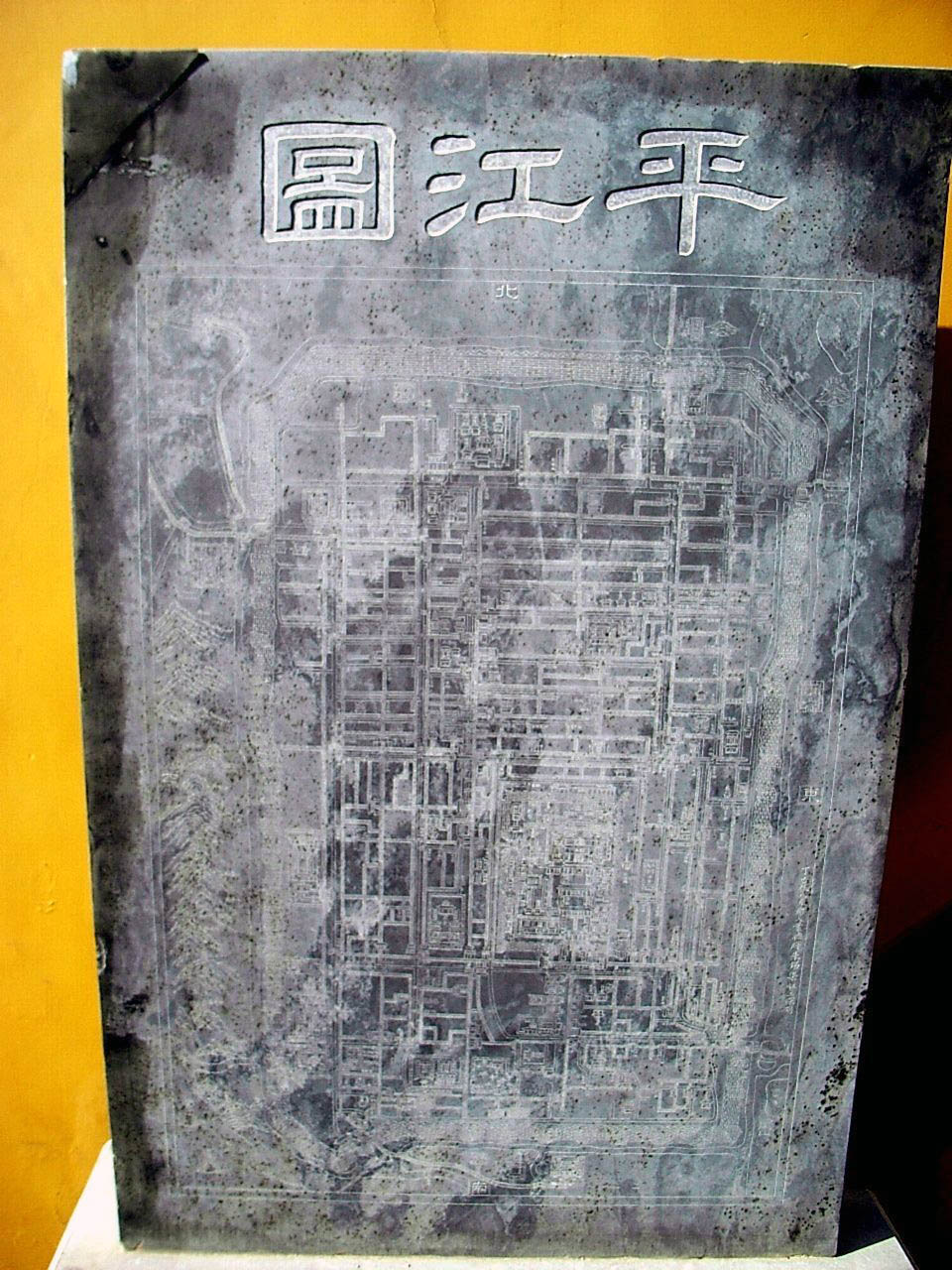
平江图

平江区位于苏州古城区，名胜古迹众多。其中古典园林有拙政园、狮子林、耦园、艺圃、环秀山庄五处被列入世界文化遗产。平江历史街区较好地保留《平江图》中的苏州古城风貌，并被列入中国申请世界文化遗产预备列表。